# Centropogon beniteziae
Centropogon beniteziae är en klockväxtart som beskrevs av Thomas G. Lammers. Centropogon beniteziae ingår i släktet Centropogon och familjen klockväxter. Inga underarter finns listade i Catalogue of Life.